# Electrical Engineering Students’ European Association
Die Electrical Engineering Students’ European Association (EESTEC) ist ein Verbund von Studenten der Elektrotechnik und Informationstechnik in Europa. EESTEC ist zurzeit (Stand: Dezember 2016) an 53 Universitäten in 26 Ländern Europas mit Ortsverbänden vertreten und hat über 6000 Mitglieder. Bei den Ortsverbänden unterscheidet man zwischen den sogenannten Local Committees (LCs), Junior Local Committees (JLCs) und Observer. Um den Status eines LCs zu erhalten, muss sich der Ortsverband zuerst als Observer bei dem EESTEC International Board bewerben. Nach einer gewissen Bewährungszeit kann zuerst der Status eines JLCs und anschließend der des LCs gewährt werden. In Deutschland gibt es LCs in Aachen und München. In Zürich in der Schweiz ist neben dem internationalen Hauptsitz auch einen LC gemeldet.
Die Organisation wurde am 28. April 1986 auf der Electrical Engineering Students European Conference in Eindhoven (NL) gegründet. Zwischenzeitlich in Zürich angesiedelt, war der Sitz des Vereins zwischen 2002 und 2021 Delft in den Niederlanden. Seit 2021 ist EESTEC international in Zürich angesiedelt.

## Ziel und Aktivitäten
Ziele des Verbundes sind der Aufbau und die Intensivierung von internationalen Kontakten sowie der Austausch von Ideen zwischen Studierenden aus verschiedenen Ländern Europas.

### Workshops
Bei Workshops werden Teilnehmer verschiedener LCs eingeladen, um an Seminaren von Firmen, speziellen Trainers oder Universitäten teilzunehmen. Themengebiete für Workshops kommen meist aus dem Bereich Elektro- und Informationstechnik sowie der Informatik, aber auch aus der Wirtschaft und der Soft-Skills.

### Exchanges
Während eines Exchanges besuchen Mitglieder von LCs sich gegenseitig. Es stehen hier hauptsächlich der kulturelle Austausch sowie das Kennenlernen einer fremden Stadt und Universität im Vordergrund.

### Internships
Die Vereinigung organisiert sogenannte Internship Programs für seine Mitglieder.

### ECM (EESTEC Chairpersons’ Meeting)
Beim ECM treffen sich die Vorstände der LCs die sogenannten Chairpersons. Es werden spezielle Trainings abgehalten, Erfahrungen ausgetauscht und an der zukünftigen Entwicklung von EESTEC gearbeitet.

### Congress
Zweimal jährlich findet ein mindestens einwöchiger Kongress statt, der Kongress im Frühjahr ist dabei die Jahreshauptversammlung des Vereins. Hierzu werden von jedem LC, JLC und Observer mindestens ein Stellvertreter eingeladen. Der Frühjahrskongress ist das wichtigste Ereignis in der Organisation. Hier können in sogenannten General Meetings wichtige Entscheidungen für den Werdegang von EESTEC getroffen werden. Während dieser Woche findet zudem seit 2009 ein Open Day statt. Hierbei stellen die anwesenden internationalen Studenten den lokalen Studenten ihre Universität vor. Zudem können Firmen lokale als auch internationale Kontakte zu Studenten knüpfen.
In Deutschland fand der Kongress zuletzt 2013 in München statt, davor 1996 in Aachen.

## Struktur von EESTEC
EESTEC ist zweistufig aufgebaut. Auf beiden Ebenen ist die Mitarbeit möglich. Sie werden im Folgenden dargestellt.

### Lokale Ebene
Auf lokaler Ebene ist EESTEC in Form von Local Committees (LCs) vertreten. In einer Stadt gibt es in der Regel nur ein Local Committee, welches aber mehrere Hochschulen umfassen kann. Die genaue Organisationsstruktur ist dabei nicht vorgegeben. Viele sind deshalb Teil von IEEE oder Fachschaften. Ein Local Committee muss aber mindestens folgenden Personalstruktur aufweisen: Chairman, Treasurer und Contact Person.

### Internationale Ebene
EESTEC International bildet die europaweite Verwaltung von EESTEC und sitzt in Delft. Neben dem International Board gibt es Arbeitsgruppen wie zum Beispiel das Oversight Committee (OC), Training Team, Magazine Team, Congress Organising Committee (COC) und einige mehr.